# Nazionale maschile universitaria di football americano della Finlandia
La Nazionale di football americano universitaria della Finlandia è la selezione maschile di football americano della SAJL, che rappresenta la Finlandia nelle varie competizioni ufficiali o amichevoli riservate a squadre nazionali universitarie.

## Risultati
Legenda: Grassetto: Risultato migliore, Corsivo: Mancate partecipazioni

## Dettaglio stagioni

### Amichevoli
| Stagione | Vin | Par | Per | Tot | PF | PS | avversaria    |
| -------- | --- | --- | --- | --- | -- | -- | ------------- |
| 2015     | 0   | 0   | 1   | 1   | 0  | 40 | Gran Bretagna |
| Totale   | 0   | 0   | 1   | 1   | 0  | 40 |               |

Fonte: idrottonline.se

#### Mondiali

##### Fase finale
| Stagione | regular season | regular season | regular season | regular season | regular season | regular season | playoff | playoff | playoff | playoff | playoff | playoff      | playoff    |
|          | Vin            | Par            | Per            | Tot            | PF             | PS             | Vin     | Per     | Tot     | PF      | PS      | risultato    | avversaria |
| -------- | -------------- | -------------- | -------------- | -------------- | -------------- | -------------- | ------- | ------- | ------- | ------- | ------- | ------------ | ---------- |
| 2014     | 1              | 0              | 3              | 4              | 53             | 165            | -       | -       | -       | -       | -       | Quarto posto | Svezia     |
| Totale   | 1              | 0              | 3              | 4              | 53             | 165            | -       | -       | -       | -       | -       |              |            |

Fonte: americanfootballitalia.com

### Riepilogo partite disputate
| Anno | Luogo    | Evento     | Fase del torneo | Incontro                  | Risultato |
| 2014 | Uppsala  | Mondiale   | Girone          | Finlandia - Cina          | 47 - 0    |
| 2014 | Uppsala  | Mondiale   | Girone          | Finlandia - Giappone      | 0 - 84    |
| 2014 | Uppsala  | Mondiale   | Girone          | Messico - Finlandia       | 53 - 0    |
| 2014 | Uppsala  | Mondiale   | Girone          | Finlandia - Svezia        | 6 - 28    |
| 2015 | Helsinki | Amichevole |                 | Finlandia - Gran Bretagna | 0 - 40    |

## Confronti con le altre Nazionali
Questi sono i saldi della Finlandia nei confronti delle Nazionali incontrate.

### Saldo positivo
| Nazionale | Giocate | Vinte | Pareggiate | Perse | PF | PS | Ultima vittoria | Ultimo pari | Ultima sconfitta |
| --------- | ------- | ----- | ---------- | ----- | -- | -- | --------------- | ----------- | ---------------- |
| Cina      | 1       | 1     | 0          | 0     | 47 | 0  | 2014            | -           | -                |

### Saldo negativo
| Nazionale     | Giocate | Vinte | Pareggiate | Perse | PF | PS | Ultima vittoria | Ultimo pari | Ultima sconfitta |
| ------------- | ------- | ----- | ---------- | ----- | -- | -- | --------------- | ----------- | ---------------- |
| Svezia        | 1       | 0     | 0          | 1     | 6  | 28 | -               | -           | 2014             |
| Gran Bretagna | 1       | 0     | 0          | 1     | 0  | 40 | -               | -           | 2015             |
| Messico       | 1       | 0     | 0          | 1     | 0  | 53 | -               | -           | 2014             |
| Giappone      | 1       | 0     | 0          | 1     | 0  | 84 | -               | -           | 2014             |